# Parsonsia crebriflora
Parsonsia crebriflora är en oleanderväxtart som beskrevs av Henri Ernest Baillon. Parsonsia crebriflora ingår i släktet Parsonsia och familjen oleanderväxter. Inga underarter finns listade i Catalogue of Life.